# آب تو داون
أب تو داون (بالإنجليزية: Uptodown)‏ هو موقع إلكتروني دولي لتحميل البرنامج والتطبيقات للحواسيب والهواتف الذكية. والموقع تم إنشاؤه في 20 ديسمبر 2002، ومقره في مدينة مالقة، بإسبانيا.
في يوليو 2015 كان لدى الموقع قائمة بها أكثر من 30,000 تطبيق، لجميع أنظمة التشغيل الرئيسية، وتنقسم إلى عدة فئات موضوعية، والتطبيقات يتم تخزينها على خوادم خاصة بالموقع، وتقدم لكل منهم صفحة مخصصة، بها معلومات وصور أعدت من قبل فريق العمل الخاص بالموقع، وتستكمل مع آراء مستخدميها.
ويتيح الموقع تصفحه بعشرات اللغات المختلفة التي من ضمنها العربية، ويقدم محتوى مدمج لكل من تلك التطبيقات، مما يوفر تنزيلًا مجانيًا لأي برنامج في بيئة يسهل فيها التنقل والتأمين بينها. لهذا، فإنه يستخدم خدمات فايروس توتال (VirusTotal)، التي تقدم تقارير عن جميع ملفاتها بناء على نتائج أكثر من 50 برنامج مكافح للفيروسات. بالإضافة إلى دليل للتطبيقات، لدى «أب تو دوين» مدونة أخبار وبرامج تعليمية ذات صلة بعالم البرامج، بالإضافة إلى تطبيق رسمي لنظام الأندرويد.

## تاريخ
كان «لويس هيرنانديز غاريدو» و«بيبي فرنانديز دومينغيز» هما اللذان أسسا موقع "Uptodown" في عام 2002، وهذا كان بفضل مشروع في كلية التقنية العليا في هندسة الحاسوب من جامعة مالقة، وهذا من أجل مصلحة تقديم الخدمات باللغة الإسبانية من التطبيقات المجانية على كل من ويندوز، ماك، أوبونتو.
في عام 2006، بدأت توسّعها الدولي بالترجمة الإنجليزية لموقعها على شبكة الإنترنت، والتي سترافقها نسخ محلية باللغات البرتغالية والفرنسية والإيطالية والألمانية. وبين عامي 2006 و2010، وكجزء من تدويلها، توصلت "Uptodown" إلى عدة اتفاقيات لإدارة التحميل الرأسي وخدمة تكنولوجيتها للوسائط مختلفة مثل "Computer Hoy" (أكسل شبرينكر) أو «إيباي إسبانيا».
أصبحت أنظمة أندرويد وأي فون جزءًا من المحتوى القابل للتحميل لصفحات الموقع في عام 2011، بعد ظهور الهواتف الذكية حول العالم. وفي نفس العام، قام «أب تو دوين» بقفزة تجارية إلى آسيا وضمت بوابات محددة للصين واليابان، إندونيسيا وكوريا في وقت لاحق. وقد تم تضمين النسخة العربية أيضا.

## محتويات
«آب تو دوين» تقدم جميع أنواع التطبيقات للمنصات المختلفة مثل ويندوز، والماك، أوبونتو، آي فون، أندرويد وتطبيقات الويب (Webapps)، بما في ذلك تلك التي لا يسمح بها جوجل بلاي، وسواء عملاء تنزيل P2P، برامج الوسائط المتعددة، الأمن أو المراهنة وكذلك الإصدارات القديمة.
على الرغم من أن ويندوز تاريخيا بمنصته لديه نشاط واستخدام عال وعدد كبير من التنزيلات، إلا أن الأندرويد تجاوزت عدد تحميلات تطبيقاته 50% خلاف نظيره، وهذا في فبراير 2014.

## وصلات خارجية
- الموقع الرسمي
- مدونة UpToDown
- النسخة الدولية للموقع